# ألكاوديتي
بلدية القبذاق (بالإسبانية: Alcaudete) (نقحرة: ألكاوديتي) هي بلدية تقع في مقاطعة جيان التابعة لمنطقة أندلوسيا جنوب إسبانيا.

## الديموغرافيا
بلغ عدد سكان بلدية ألكاوديتي 11.265 نسمة عام 2011 (وفقاً للمعهد الوطني للإحصاء الإسباني).
| 11.367 | 11.404 | 11.199 | 11.143 | 11.113 | 11.135 | 11.265 |

## توأمة
لألكاوديتي اتفاقيات توأمة مع كل من:
- مانليو
- سانتا مارغاريتا دي مومبوي

## أعلام
- سيليا خيمينيز ديلغادو